# Красный круг на чёрной поверхности
«Кра́сный круг на чёрной пове́рхности» — картина Ильи Чашника 1925 года. Полотно Чашника продолжило тему космоса в супрематизме, начатую работами Казимира Малевича 1916—1918 годов.

## История
В 1916 году Казимир Малевич, во многом исчерпав запас композиционных наработок начального периода супрематизма 1915—1916 годов, в которых на белом фоне располагались не соприкасающиеся друг с другом супремы, начал разрабатывать живописные плоскостные композиции космического пространства.
Главными отличиями космических супрем от супрем предыдущего периода были нахождение их в движении и сборные построения нескольких супрем, скреплённых прямой или изогнутой линией.

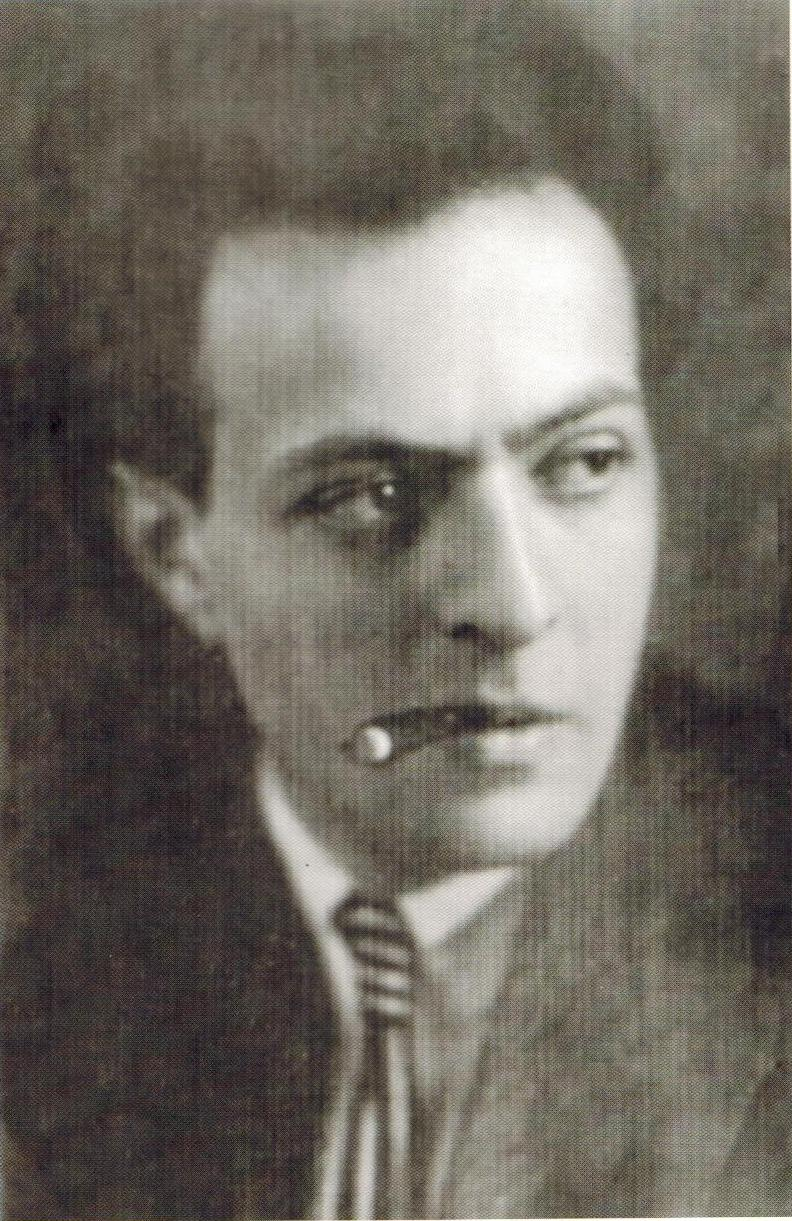
Илья Чашник. 1923

Выход супрематизма в дальнейшем в объём и архитектуру не закрыл для учеников Малевича живописную плоскостную тему космоса; она продолжала их волновать. Картина Ильи Чашника 1925 года «Красный круг на чёрной поверхности», с одной стороны, является прямым продолжением этой темы, с другой стороны, в ней использованы элементы, присущие супрематизму, космическому в том числе, именно Чашника — чёрный фон, увеличенный круг (шар) в верхней части полотна и стремящаяся к нему изящная связка супрем (условный «звездолёт»).
Искусствовед Александр Демченко так оценивал «Красный круг на чёрной поверхности» в 2013 году:
Работа Ильи Чашника <...> при всей плакатности выполнения способна удивить точностью предвидения: мрачная бездна вселенского пространства, шар неведомой планеты и приближающаяся к ней космическая станция. <...> [Картина] довольно недвусмысленно оказывалась рупором «передового общественного строя». Социальный энтузиазм переживаемого тогда исторического момента отозвался на немалом числе опытов отечественного абстрактивизма.

## Воспроизведение

Обложка книги Аниндиты Банерджи «Мы современные люди: Научная фантастика и осуществление российской модернизации» (2013)

Полотно Ильи Чашника «Красный круг на чёрной поверхности» регулярно воспроизводится в современной визуализации тем космоса и научной фантастики — в первую очередь, советских и российских. Так, в 2013 году американское университетское издательство Wesleyan University Press опубликовало книгу Аниндиты Банерджи «Мы современные люди: Научная фантастика и осуществление российской модернизации» с картиной Чашника на обложке. Автор книги утверждает, что благодаря появившейся раньше английской русской научной фантастике рубежа XIX—XX веков в Советской России были форсированы процессы модернизации.